# 霍恩罗特
霍恩罗特是德国巴伐利亚州的一个市镇。总面积17.13平方公里，总人口3568人，其中男性1787人，女性1781人（2011年12月31日），人口密度208人/平方公里。